# Haukur Arnórsson
Haukur Arnórsson (* 17. April 1971 in Reykjavík) ist ein  ehemaliger isländischer Skirennläufer.

## Karriere
Haukur Arnórsson nahm 1990 an den Alpinen Ski-Juniorenweltmeisterschaften teil. Bei den Olympischen Winterspielen 1994 ging er im Slalomrennen an den Start, schied jedoch im 1. Durchgang aus. Fortan nahm Haukur Arnórsson an einigen FIS-Rennen teil. Zudem nahm er im Slalom und Riesenslalom an den Alpinen Skiweltmeisterschaften 1996 und den Olympischen Winterspielen 1998 teil. Er konnte jedoch bei beiden Veranstaltungen keines seiner Rennen beenden. Sein letztes FIS-Rennen bestritt er am 2. April 2000 in Reykjavík.